# Krucifix (Syrovátka)
Pískovcový pilíř s krucifixem se nalézá na návsi vedle domu čp. 34 v obci Syrovátka v okrese Hradec Králové. V těsné blízkosti za křížem stojí kovová zvonice a nedaleko se nalézá i zděná zvonice Církve československé z roku 1931.

## Popis
Pískovcový pilíř s krucifixem se nalézá na návsi na vyvýšeném místě. Na třech pískovcových schodech stojí nízký, hranolový podstavec ozdobený nahoře profilováním. Na tomto podstavci je umístěn další nízký sokl zakončený nahoře římsou. Na čelní straně tohoto soklu je umístěn rámeček s textem: „Kristus trpěl za nás, vám pozůstaviv příklad, abyste následovali šlépějí jeho. Petr 2,21“.
Na soklu stojí pilíř ozdobený po stranách volutami a zakončený ozdobnou profilovanou římsou. Na čelní straně pilíře je vyhloubena nahoře obloukovitě zakončená nika, ve které je umístěna soška Panny Marie se stojícím Ježíškem.
Na římse stojí na podstavci ozdobeném rostlinným motivem pískovcový krucifix se zlaceným korpusem Krista a nápisem INRI nad hlavou. Ramena kříže jsou obloukovitě zakončena.
Kříž byl v roce 2018 renovován u příležitosti 100. výročí vzniku Československa.